# Cedric (paquebot)
Pour les articles homonymes, voir Cédric.
Le Cedric est un  paquebot britannique mis en service en 1903 par la White Star Line sur la ligne de l'Atlantique Nord. Deuxième navire de la série des Big Four, il est le plus gros navire au monde à sa mise en service. Sa carrière, émaillée de collisions et d'incidents mineurs, se déroule principalement sur la ligne de Liverpool à New York. Étant conçu pour naviguer à vitesse modérée, le Cedric assure à partir de 1907 le service transatlantique secondaire de la compagnie.
Réquisitionné comme croiseur auxiliaire durant la Première Guerre mondiale, le Cedric assure des missions de patrouille jusqu'en 1916. Sa grande taille étant un handicap dans cette fonction, il est ensuite transformé en transport de troupes et achemine des soldats d'Égypte, de Palestine puis d'Amérique en direction des fronts d'Europe. Il reprend ensuite un service civil à partir de 1919.
Paquebot secondaire durant les années 1920, le Cedric doit faire face à la concurrence de navires de plus en plus modernes. Après avoir été transformé plusieurs fois pour s'adapter aux nouvelles clientèles, il est retiré du service en 1931 et démoli l'année suivante.

## Histoire

### Construction et début de carrière

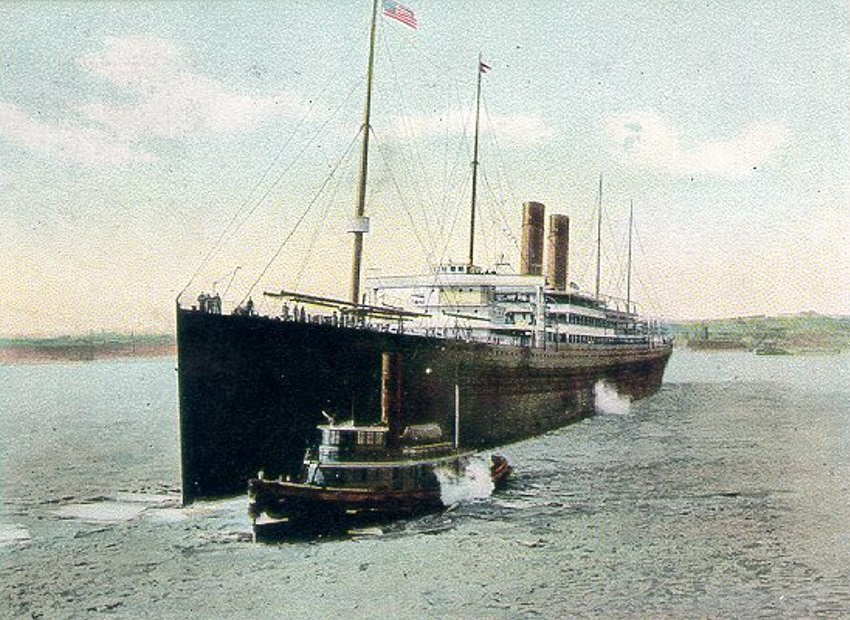
Le Cedric est mis en service deux ans après le Celtic, son jumeau.

À la fin du XIXe siècle, la White Star Line décide de construire des navires de grande taille et à vitesse modérée, afin de s'imposer sur le terrain du confort et de la régularité tout en réalisant des économies de carburant. Une première unité est ainsi mise en service en 1901, le Celtic, tandis qu'un deuxième navire bâti sur le même modèle est déjà en chantier : le Cedric. Construit dans les chantiers Harland & Wolff de Belfast sous le numéro de coque 337, il est lancé le 21 août 1902. Un mois plus tard, une troisième unité est mise en construction, le Baltic.
Livré le 31 janvier 1903, le Cedric effectue son voyage inaugural le 11 février entre Liverpool et New York ; et il est alors avec son jumeau le plus gros paquebot jamais construit. Il devient rapidement populaire et, si la compagnie insiste pour que son nom soit prononcé « Seedric », le public l'appelle pour sa part « sed-ric ». Son entrée en service permet à la compagnie d'instaurer un bon service de départs de Liverpool les vendredi, et de se séparer de son vieux Britannic âgé de trente ans. Durant toute sa période de service précédant la Première Guerre mondiale, le Cedric est principalement utilisé sur la ligne de Liverpool à New York. À partir de 1906, cependant, il lui arrive de faire des croisières entre New York et la Méditerranée chaque hiver et parfois aussi entre janvier et mars. À partir de 1907, le service assuré au départ de Liverpool par le Celtic, le Cedric, le Baltic et l'Arabic devient un service secondaire, tandis que la ligne express est assurée au départ de Southampton par l'Oceanic, le Teutonic et le Majestic, en attendant l'arrivée des navires de classe Olympic.
En novembre 1903, alors que le navire n'est pas arrivé à l'heure prévue, une rumeur court selon laquelle le Cedric, alors navire amiral de la compagnie, aurait été coulé par le navire Titian et que tous ses passagers seraient morts. La compagnie dément tout naufrage en expliquant aux familles que « le Cedric est d'une conception telle qu'il est pratiquement insubmersible ». Le navire arrive effectivement à bon port le 26 novembre suivant.
D'autres incidents émaillent les débuts de carrière du navire. Ainsi, le 15 mars 1905, alors qu'une épidémie de rougeole sévit à bord, le paquebot est pris dans une tempête qui endommage le navire, emporte sa cloche et secoue le mobilier au milieu des passagers paniqués, tandis qu'un bébé nait dans l'entrepont. En 1910, le navire connaît également un incendie à quai, mais les dégâts se révèlent négligeables. En avril 1912, en revanche, le Cedric est impliqué dans les événements qui suivent le naufrage du Titanic. Le président de la White Star, Joseph Bruce Ismay, demande en effet que le paquebot soit retenu à New York pour que l'équipage puisse regagner le Royaume-Uni. Le navire reste ainsi à quai jusqu'à ce que les personnes non nécessaires à l'enquête arrivent au port.

### Première Guerre mondiale

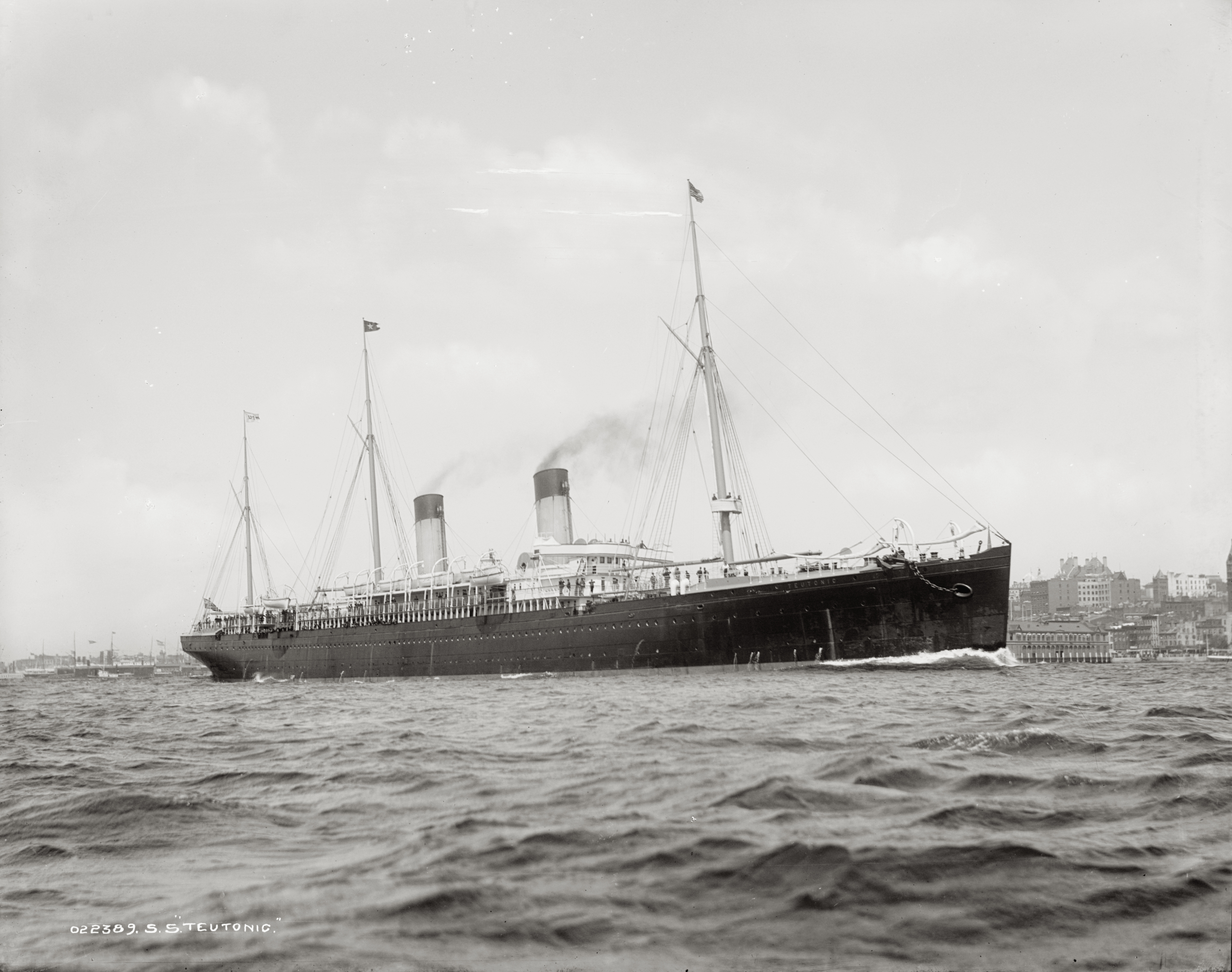
Durant les premières années de la guerre, le Cedric est affecté à des missions de patrouille avec le Teutonic.

Au début de la Première Guerre mondiale, le Cedric fait partie des navires qui sont rapidement réquisitionnés et convertis en croiseurs auxiliaires, avec le Celtic, le Teutonic et l'Oceanic (le Majestic échappant de peu à un service militaire, étant parti à la casse quelques mois avant). Tous sont affectés au Dixième escadron de croiseurs et chargés de patrouiller entre les Shetland et la Norvège. Au sein de cet ensemble, le Cedric est affecté à partir de novembre 1914 à la patrouille A, avec le Teutonic.
Néanmoins, la taille du Cedric fait de lui un piètre croiseur, et il est converti en 1916 en transport de troupes, fonction plus adaptée à sa nature. Il dessert d'abord l'Égypte et la Palestine, puis les États-Unis après leur entrée en guerre. Du 20 avril 1917 au 18 mars 1919, il sert dans le cadre du « Liner Requisition Scheme » et transporte, en plus des troupes, du mazout à destination des navires de la Royal Navy.
C'est dans ce contexte que le 29 janvier 1918, le Cedric heurte le Montreal du Canadien Pacifique au cours du convoi HG 27. Le Montréal est alors pris en remorque, mais sombre à 14 milles du phare de Mersey Bar. Le 24 juillet 1919, alors que le navire est à quai à New York, un incendie éclate dans sa cale no 6, entraînant l'intervention de pompiers de la ville qui se retrouvent piégés avec des membres d'équipage. Il faut l'intervention d'autres équipes de policiers et de pompiers pour sauver les victimes et maîtriser l'incendie, tandis que les dégâts sont estimés à 25 000 dollars.

### L'après guerre

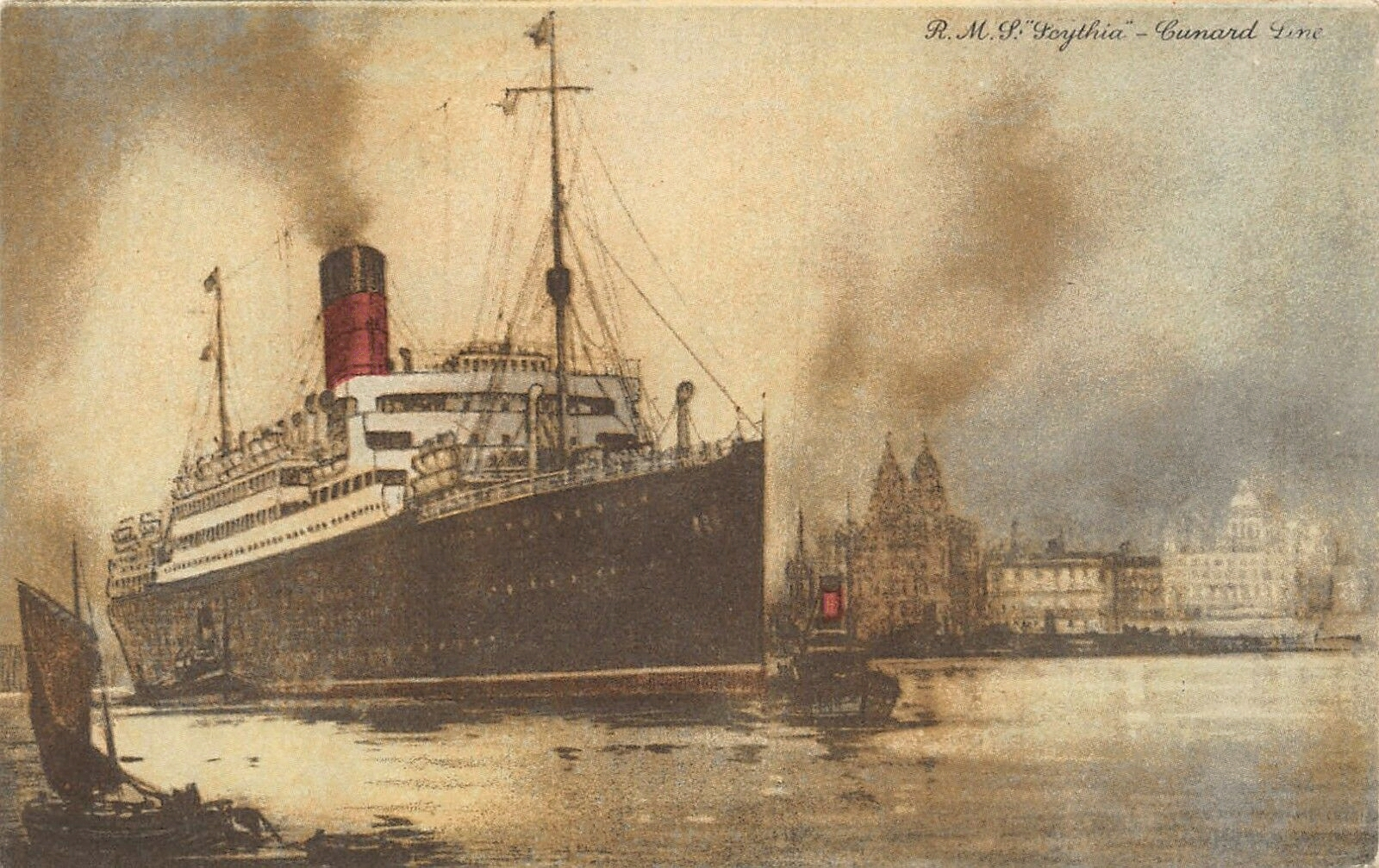
Le Scythia de la Cunard, éperonné par le Cedric en 1923.

Le navire est rendu à ses propriétaires en septembre 1919 et subit une refonte aux chantiers Harland & Wolff pour réinstaller sa décoration d'origine. Cette refonte modifie également la disposition des cabines, lui permettant désormais de transporter 347 passagers de première classe, 250 de deuxième et 1 000 de troisième. En effet, les lois sur l'immigration aux États-Unis ne permettent plus de transporter autant de passagers de troisième classe qu'au début du siècle de façon rentable. De 1919 à 1922, le Cedric sert au départ de Southampton, en attendant l'arrivée des nouveaux navires principaux de la flotte, l'Homeric et le Majestic. Il reprend ensuite son service classique au départ de Liverpool.
Lors d'une de ses traversées le 30 septembre 1923, au large des côtes irlandaises, le Cedric heurte le paquebot Scythia de la Cunard dans un épais brouillard. Si le premier navire se tire de la collision sans dommages, le second souffre d'importantes brèches qui nécessitent son retour à Liverpool pour des réparations. Le 26 décembre 1924, le Cedric est à nouveau victime d'un incendie touchant une importante cargaison de coton péruvien embarquée à son bord ; si le navire n'est pas endommagé, la cargaison est pour sa part perdue. Enfin, alors qu'il est exceptionnellement présent dans le port de Boston le 12 septembre 1926, le Cedric heurte le navire fluvial Van, l'endommageant sévèrement.
Le paquebot poursuit par ailleurs son service régulier entre Liverpool et New York durant les années 1920. En 1928, de nouveaux navires entrant en service, son âge commence à se faire sentir et sa première classe devient une « classe cabine », proposant des tarifs plus abordables. Enfin, l'arrivée en 1930 du Britannic et celle du Georgic prévue pour 1932 scellent le destin du Cedric. Après une dernière traversée qui débute le 5 septembre 1931 le paquebot est vendu pour 22 150 livres. Il est ensuite démantelé à Inverkeithing à partir de janvier 1932.

## Caractéristiques et décoration intérieure

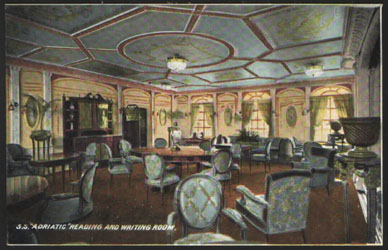
Le salon de lecture et d'écriture de l'Adriatic donne une idée des aménagements du Cedric.

En 1901, avec ses 21 035 tonneaux de jauge brute, le Celtic était le premier paquebot à dépasser le record de volume établi en 1860 par le Great Eastern. Bien qu'il ait exactement le même tonnage brut, le Cedric affiche un tonnage net légèrement supérieur, qui se traduit par quelques cabines supplémentaires. Les dimensions des deux navires sont en revanche similaires, avec 213,8 mètres de long sur 22,9 mètres de large et 13,4 mètres de tirant d'eau. Le navire est pourvu de deux cheminées couleur chamois avec une manchette noire, la coque étant noire rehaussée d'une superstructure blanche (couleurs arborées par tous les navires de la compagnie). Les cheminées sont entourées de quatre mâts qui ne servent qu'à soutenir le nid de pie (sur le mât avant) et les câbles de la télégraphie sans fil.
Intérieurement, le Cedric est somptueusement décoré et bénéficie de nombreux aménagements de luxe. Le navire propose salon, pont promenade, café véranda, salon de lecture et d'écriture décoré de grande baies vitrées, fumoir décoré de vitraux et salle à manger surmontée d'une verrière. Le navire bénéficie également de son propre orchestre. Enfin, le confort est amélioré par la faible ampleur du roulis. À sa mise en service, le navire peut accueillir 365 passagers de première classe, 160 de deuxième et 2 352 de troisième, soit une capacité totale de 2 577 passagers. En 1919, sa capacité est revue à la baisse et il peut transporter 347 passagers de première, 200 de deuxième et 1 000 de troisième. Enfin, en 1928, il est à nouveau converti pour transporter 300 passagers de classe cabine, 385 de classe touriste, et 530 de troisième.
Sur le plan technique, le navire est propulsé par deux hélices alimentées par des machines à quadruple expansion générant une puissance de 14 000 ihp. Il navigue à une vitesse moyenne de 16 nœuds, et peut atteindre une vitesse maximale de 19 nœuds : à vitesse moyenne, il consomme 260 tonnes de charbon par jour, ce qui est nettement moins élevé que la plupart de ses concurrents. Sur le plan de la technique, le Cedric se démarque des trois autres Big Four en étant équipé des nouveaux bossoirs de type Welin (ceux dont sont par la suite équipés de nombreux navires comme ceux de la classe Olympic), au lieu des bossoirs pivotants utilisés habituellement.